# Борхардт (ресторан)

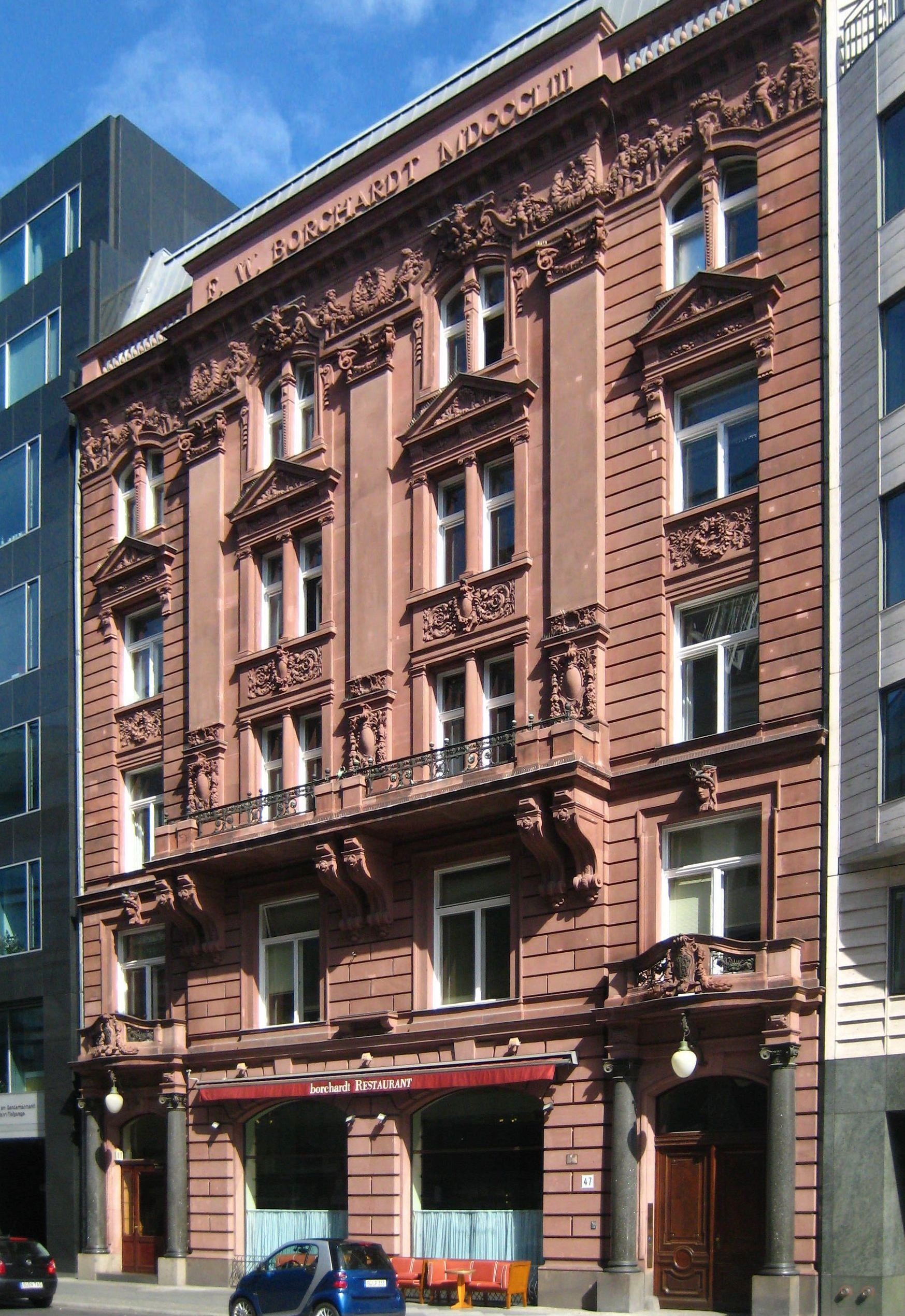
Здание ресторана «Борхардт» на Французской улице в Берлине

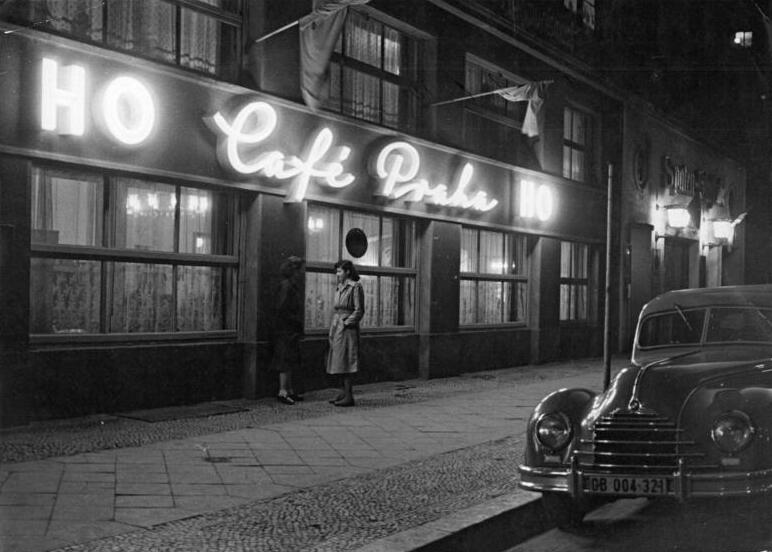
Кафе «Прага» «Торговой организации». 1952

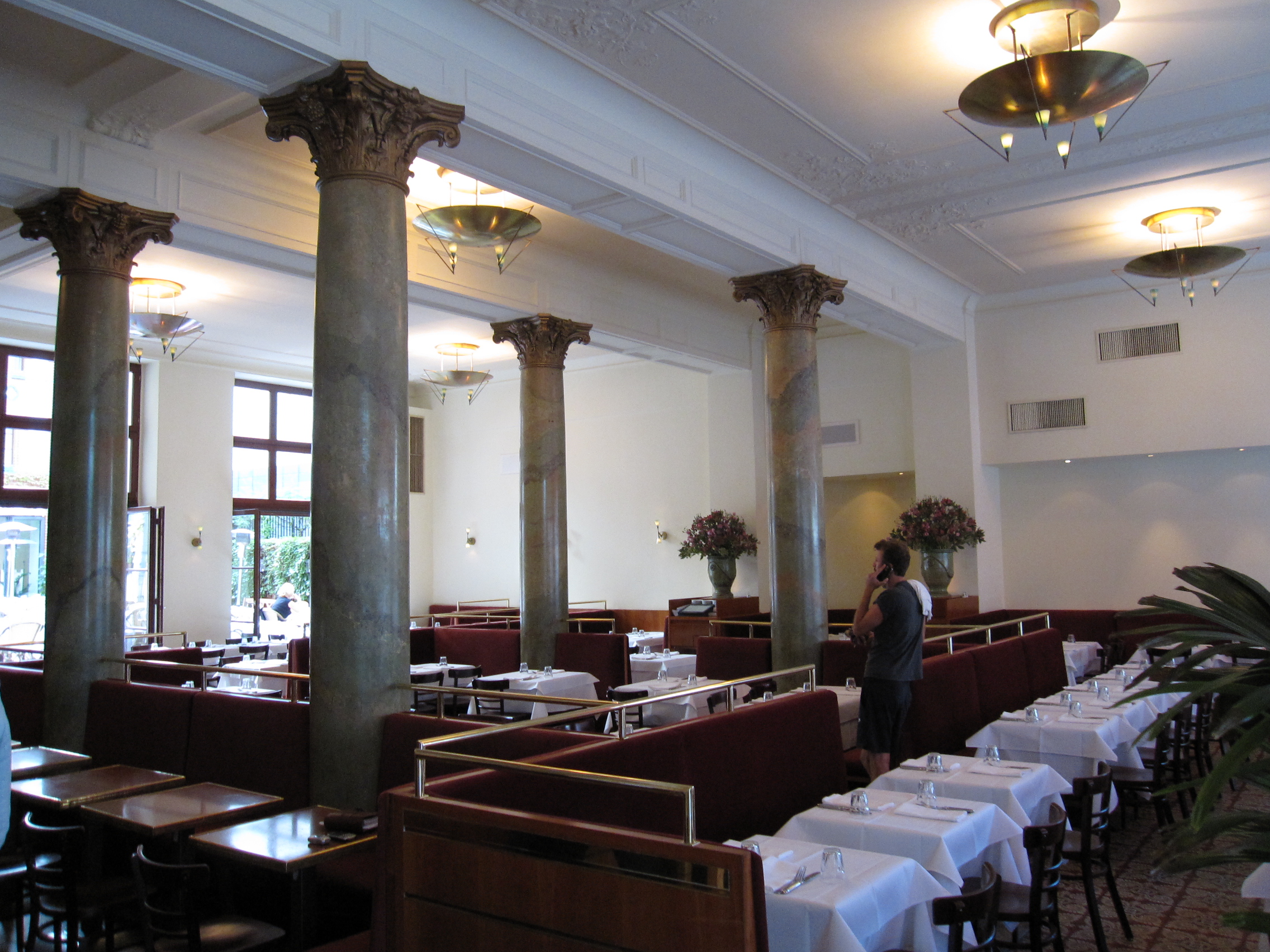
Интерьеры ресторана «Борхардт»

«Ф. В. Бо́рхардт» (нем. F. W. Borchardt) — богатое традициями гастрономическое предприятие на Францёзише-штрассе, 47 в берлинском районе Митте.
В 1853 году Август Ф. В. Борхардт основал на Французской улице оптовый магазин по продаже деликатесов и вин. Благодаря трудолюбию и коммерческой жилке Борхардт вскоре добился успеха не только в Берлине, но и на имперском уровне и за рубежом. Борхардт также открыл доставку готовых блюд, что в то время было новшеством. Среди его клиентов были не только представители высших слоёв буржуазии, но и дворянство и прусский двор. Постоянным клиентом «Борхардта» был канцлер Бисмарк, в этом ресторане был изобретён шницель по-гольштейнски для вечно спешащего барона Фридриха Августа фон Гольштейна. В ресторане подавали померанцы из Гималаев, клубнику из Алжира и свежие устрицы. В эпоху вильгельминизма Борхардт получил звание придворного поставщика. Его наследники Ганнс и Фриц Борхардты на рубеже веков получили аккредитацию также в качестве придворных поставщиков Австро-Венгерской империи.
В нацистской Германии в процессе ариизации семья Борхардтов получила в собственность «Дом Кемпински», бывший «Дом „Родина“» (нем. Haus Vaterland) на Потсдамской площади, ставший с 1 декабря 1941 года филиалом фирмы «Борхардт» и носивший то же название. Все крупные здания у Потсдамской площади были разрушены в результате бомбардировок и боёв в конце Второй мировой войны. Основное здание фирмы «Борхардт» на Французской улице почти не пострадало, тем не менее ресторан до 1948 года был закрыт. 16 ноября 1948 года в Берлине открылись два «свободных предприятия общественного питания», в которых посетители обслуживались не по карточкам, а за наличный расчёт по коммерческим ценам, и один из них был ресторан «Борхардт». С образованием в 1949 году «Торговой организации» ресторан «Борхардт» был передан в её собственность, переименован в ресторан «Лукулл» и постепенно получил специализацию как рыбный ресторан. Также в здании некоторое время работало кафе «Прага». Позднее в нём проводились танцевальные вечеринки для молодёжи, а в 1980-е годы он работал как столовая для строителей, восстанавливавших Фридрихштрассе.
В 1990 году после политической трансформации в ГДР предприятие закрылось. Здание было реприватизировано, реконструировано и 5 марта 1992 года открылось заново под старым названием «Борхардт». Зал «Борхардта» сохранил четыре серо-зелёных колонны из искусственного мрамора посередине, напольную плитку с абстрактными растительными мотивами и настенную мозаику с вакханкой в помпеянском стиле. Современный «Борхардт» — ресторан в стиле просторной парижской брассери с бюргерской кухней нового поколения, сочетающей лаконично приготовленные добротные и благородные блюда. Клиенты современного «Борхардта» на Францёзише-штрассе — знаменитости, работники федеральных министерств, дипломаты и руководство крупных германских компаний. По словам управляющего Роланда Мари, элита Берлинской республики чаще всего заказывает хрустящий венский шницель с картофельным салатом под рислинг из Рейнгау или белое бургундское из Пфальца. На шницель со спаржей пригласила федеральный канцлер Ангела Меркель в «Борхардт» президента Франции Николя Саркози во время его краткого визита в Германию в 2009 году. Ресторан арендуют под вечерние приёмы, например, во время Берлинского кинофестиваля, он также работает в сфере кейтеринга.